# Вільгельм Кольбах
Вільгельм Кольбах (нім. Wilhelm Kohlbach; 7 травня 1896, Коніц — 11 лютого 1947, Англія) — німецький льотчик-ас Першої світової війни, генерал-майор люфтваффе.

## Біографія
10 серпня 1914 року поступив на службу в 7-й гренадерський полк, командир взводу. З 15 лютого 1916 року — командир взводу, з 23 лютого — командир роти 345-го піхотного полку. 5 червня 1916 року перейшов у авіацію і пройшов курс спостерігача, який завершив 27 серпня. З 11 січня по 1 лютого 1918 року пройшов курс льотчика винищувача і перейшов у винищувальну авіацію. 10 жовтня 1918 року літак Кольбаха протаранив американський літак, яким керував перший лейтенант Вілберт Воллес Вайт. Вайт загинув, а Кольбах встиг вистрибнути з парашутом. Це зіткнення стало останньою п'ятою повітряною перемогою Кольбаха і восьмою перемогою Вайта. 30 квітня 1919 року переведений в резерв. З 14 червня 1919 по 31 січня 1920 року — член фрайкору. 31 грудня 1920 року вийшов у відставку.
1 липня 1934 року поступив на службу в люфтваффе та Імперське міністерство авіації. З 20 серпня 1935 року — тимчасовий командир ескадрильї 1-ї бомбардувальної ескадри «Гінденбург». З 1 липня 1936 року — командир тренувального полігону авіабази Єфера. З 15 жовтня 1936 року — командир штабної роти 2-ї групи 157-ї бомбардувальної ескадри «Бельке», з 1 березня 1937 року — командир ескадрильї своєї ескадри. З 1 лютого 1938 року — керівник 2-го курсу Бомбардувального училища Тутова.
З 20 серпня 1939 року — командир 2-ї групи 53-ї бомбардувальної ескадри «Легіон Кондор». З 25 липня 1940 року — командир 41-го навчального авіаполку, потім командир 41-го навчального польового полку і комендант авіабази Франкфурта-на-Одері. З 1 травня 1943 року — керівник нічних винищувальних частин 12-го авіакорпусу. 22 вересня 1943 року відправлений у резерв ОКЛ. З 1 листопада 1943 року — командир військового району Гельзенкірхена. 25 березня 1945 року відправлений у резерв фюрера і переданий в розпорядження запасної авіадивізії. 9 квітня 1945 року взятий в полон британськими військами, де помер від раку шлунка.

## Звання
- Фенріх (10 серпня 1914)
- Лейтенант (2 жовтня 1914)
- Гауптман (1 липня 1934)
- Майор (1 серпня 1935)
- Оберст-лейтенант (1 січня 1938)
- Оберст (1 вересня 1940)
- Генерал-майор (1 березня 1944)

## Нагороди
- Залізний хрест 2-го і 1-го класу
- Нагрудний знак пілота-спостерігача (Пруссія)
- Нагрудний знак військового пілота (Пруссія)
- Почесний кубок для переможця у повітряному бою
- Нагрудний знак «За поранення» в сріблі
- Пам'ятний знак пілота (Пруссія)
- Почесний хрест ветерана війни з мечами
- Медаль «За вислугу років у Вермахті» 4-го класу (4 роки; 2 жовтня 1936)
- Нагрудний знак пілота
- Пам'ятна нарукавна стрічка «Винищувальна ескадра барона фон Ріхтгофена № 1 1917/18»
- Медаль «У пам'ять 13 березня 1938 року»
- Застібка до Залізного хреста 2-го класу
- Медаль «За вислугу років у НСДАП» в бронзі (10 років)